# Marija Barabanowa
Marija Pawłowna Barabanowa (ros. Мари́я Па́вловна Бараба́нова; ur. 1911, zm. 1993) – radziecka aktorka filmowa i teatralna. Ludowy Artysta RFSRR (1991).
Pochowana na Cmentarzu Nowodziewiczym w Moskwie.

## Filmografia
- 1939: Doktor Kałużny
- 1943: My z Uralu jako Kapa Chorkowa
- 1975: Finist – dzielny sokół jako Staruszka Wesołuszka
- 1976: Jak Iwanuszka szukał cudu jako Baba Jaga

## Odznaczenia
- Zasłużony Artysta RFSRR (1970)
- Ludowy Artysta RFSRR (1991)